# Thea Bjelde
Thea Bjelde (nacida el 5 de junio de 2000) es una futbolista noruega que juega en el Vålerenga y en la selección nacional de Noruega.

## Carrera
Comenzó su carrera en Sogndal, donde se distinguió como la única chica del equipo G14 en la Copa de Noruega en 2014. En la temporada de primavera de 2016 jugó en el Kaupanger IL de 2ª división.
Cuando tenía 16 años la llevaron a Arna-Bjørnar en la Toppserien. En 2018, el gran avance se produjo cuando tuvo una temporada fantástica y fue una pieza importante en el equipo que ganó el bronce en la Toppserien. Fue elegida jugadora del año en Arna-Bjørnar y nominada a descubrimiento del año en 2022 en la Toppserien.
A principios de 2019 sufrió una lesión del ligamento cruzado que la dejó fuera del fútbol durante un año. Después de regresar de la lesión, se recuperó con fuerza al año siguiente y fue recompensada con el llamado para la selección absoluta por primera vez. También fue nombrada jugadora del año en Arna-Bjørnar en 2020. Cuando tenía 21 años, fue nombrada capitana de Arna-Bjørnar.
El 18 de julio de 2021 fichó por el Vålerenga. Con Vålerenga, ayudó a ganar el campeonato de copa en su primera temporada y fue votada como la mejor en el campo en la final de copa contra Sandviken.
En el verano de 2023, amplió su contrato con Vålerenga. Ella fue una parte importante del equipo que se llevó el oro de la serie para Vålerenga. Bjelde fue seleccionado para el "equipo del año" y nominado como "jugador del año" en la Toppserien 2023.
| Año       | Club         | Apariciones | Goles |
| --------- | ------------ | ----------- | ----- |
| 2015      | Sogndal      |             |       |
| 2016      | Kaupanger IL | 11          | 9     |
| 2016–2021 | Arna-Bjørnar | 62          | 2     |
| 2021–     | Vålerenga    | 49          | 9     |

Apariciones y goles en la liga nacional del club, actualizados al 17 de septiembre de 2023.

## Selección nacional
Bjelde tiene partidos internacionales con Sub-15, Sub-16, Sub-17, Sub-19, Sub-23 y la selección absoluta de Noruega.
Fue seleccionada para la selección absoluta de Noruega por primera vez en octubre de 2020.
Luego de un descenso en la escuadra noruega,fue convocado al equipo que iba a la Eurocopa de Inglaterra 2022.
Bjelde hizo su debut con la selección absoluta el 7 de octubre de 2022, en un partido internacional privado contra Brasil en el Ullevaal Stadion.
El 19 de junio de 2023, fue incluida en el equipo noruego de 23 jugadores para la Copa Mundial Femenina de Fútbol de 2023. Ella jugó en todos los juegos.
| Año       | Categoría | Apariciones | Goles |
| --------- | --------- | ----------- | ----- |
| 2015      | Sub-15    | 4           | 4     |
| 2016      | Sub-16    | 12          | 2     |
| 2017      | Sub-17    | 11          | 0     |
| 2017–2019 | Sub-19    | 21          | 1     |
| 2022      | Absoluta  | 12          | 0     |

Partidos internacionales y goles de selecciones nacionales, actualizados al 23 de septiembre de 2023.